# I Polish Bowl
I Polish Bowl – mecz finałowy 1. edycji ligowych rozgrywek futbolu amerykańskiego w Polsce rozegrany 12 listopada 2006 na stadionie Marymontu w Warszawie, pomiędzy Warsaw Eagles i Pomorze Seahawks, który wyłonił mistrza Polskiej Ligi Futbolu Amerykańskiego w sezonie 2006. Eagles pokonali Seahawks 34:6, zdobywając swój pierwszy tytuł.
Był to pierwszy z trzech SuperFinałów rozegranym obiekcie stołecznego Marymontu (kolejne w 2007 r. i 2009 r.). Eagles oraz Seahawks ponownie zagrały przeciwko sobie w 2008 r. i 2012 r.
Najbardziej wartościowym graczem (MVP) finału wybrano Adama Zająca, skrzydłowego Eagles, który zdobył jedno przyłożenie łapiąc podanie od rozgrywającego Jędrzeja Stęszewskiego.
Pierwsza kwarta zakończyła się remisem, w której obie drużyny zdobyły po jednym przyłożeniu. Kluczowa okazała się druga kwarta, w której Eagles zdobyli trzy przyłożenia i objęli prowadzenie 18 punktami. W drugiej połowie Eagles zdobyli jeszcze 10 punktów: jedno kopnięcie na bramkę i kolejne przyłożenie w ostatniej kwarcie.

## Drużyny
W inauguracyjnym sezonie PLFA uczestniczyły cztery drużyny. Warsaw Eagles pokonała pewnie wszystkie zespoły i z 1. miejsca awansowała do finału. Kluczowym meczem sezonu zasadniczego był pojedynek w Żórawinie pod Wrocławiem pomiędzy The Crew Wrocław (0-0) i Pomorzem Seahawks (1-0), który rozstrzygnął się dopiero w ostatniej kwarcie, a Seahawks wygrali go 26:22.
| Data  | Miejsce     | Przeciwnik             | Wynik | Wynik kwart             |
| ----- | ----------- | ---------------------- | ----- | ----------------------- |
| 8.10  | Łódź        | Fireballs Wielkopolska | 66:6  | (16:0, 7:0, 29:0, 14:6) |
| 29.10 | Wrocław     | The Crew Wrocław       | 25:6  | (13:6, 12:0, 0:0, 0:0)  |
| 5.11  | Ruda Śląska | Pomorze Seahawks       | 19:6  | (13:0, 0:0, 6:6, 0:0)   |

| Data  | Miejsce  | Przeciwnik             | Wynik | Wynik kwart             |
| ----- | -------- | ---------------------- | ----- | ----------------------- |
| 14.10 | Sopot    | Fireballs Wielkopolska | 51:6  | (6:0, 12:0, 13:0, 20:0) |
| 22.10 | Żórawina | The Crew Wrocław       | 26:22 | (0:0, 18:8, 0:8, 8:6)   |
| 5.11  | Luboń    | Pomorze Seahawks       | 6:19  | (0:13, 0:0, 6:6, 0:0)   |

## Punkty
- Dla Eagles:
  - Adam Zając – 6 (przyłożenie po podaniu od Jędrzeja Stęszewskiego)
  - Adam Nawrocki – 6 (przyłożenie po akcji biegowej)
  - Marek Włodarczyk – 6 (przyłożenie po przejęciu piłki w polu punktowym rywali)
  - Piotr Osuchowski – 6 (przyłożenie po akcji biegowej)
  - Jędrzej Stęszewski – 6 (przyłożenie po akcji biegowej)
  - Piotr Gorzkowski – 4 (kopnięcie z pola i podwyższenie za jeden punkt po przyłożeniu)
- Dla Seahawks:
  - Krzysztof Toruński – 6 (przyłożenie po przejęciu piłki w polu punktowym rywali)

## Skład sędziowski
- Referee – Krzysztof Walentynowicz
- Umpire – Shawn Sombati
- Head Linesman – Michał Art
- Line Judge – Paweł Cwalina
- Back Judge – Bartłomiej Rychtanek

## Link zewnętrzny
- Raport meczowy na plfa.pl